# Gradska knjižnica Ivan Vidali
Gradska knjižnica Ivan Vidali je gradska knjižnica grada Korčule i najveća knjižnica na otoku Korčuli. Nazvana je po srednjovjekovnom korčulanskom pjesniku Ivanu Vidaliju.

## Povijest
Registrirana je u Splitu 13. ožujka 1990. kao ogranak Narodne knjižnice općine Korčula, u čijem su sastavu osim korčulanske knjižnice bile i knjižnice u Blatu, Orebiću i Veloj Luci. Od 1994. godine djeluje kao "Gradska knjižnica Korčula", a 1997. godine mijenja naziv u "Gradska knjižnica Ivan Vidali".

## Vanjske poveznice
- Službena stranica